# مارکوئس رزیدنسز
مارکوئس رزیدنسز، (به انگلیسی: Marquis Residences) آسمان‌خراش ۶۷ طبقه به ارتفاع ۲۱۰ متر، با کاربری مسکونی-هتل است، که در شهر میامی، فلوریدا، ایالات متحده آمریکا مستقر می‌باشد. پروژه ساخت این ساختمان در سال ۲۰۰۶ با طراحی شرکت آرکیتکتانیکا آغاز شد و در سال ۲۰۰۸ تکمیل و افتتاح گردید.

## نگارخانه

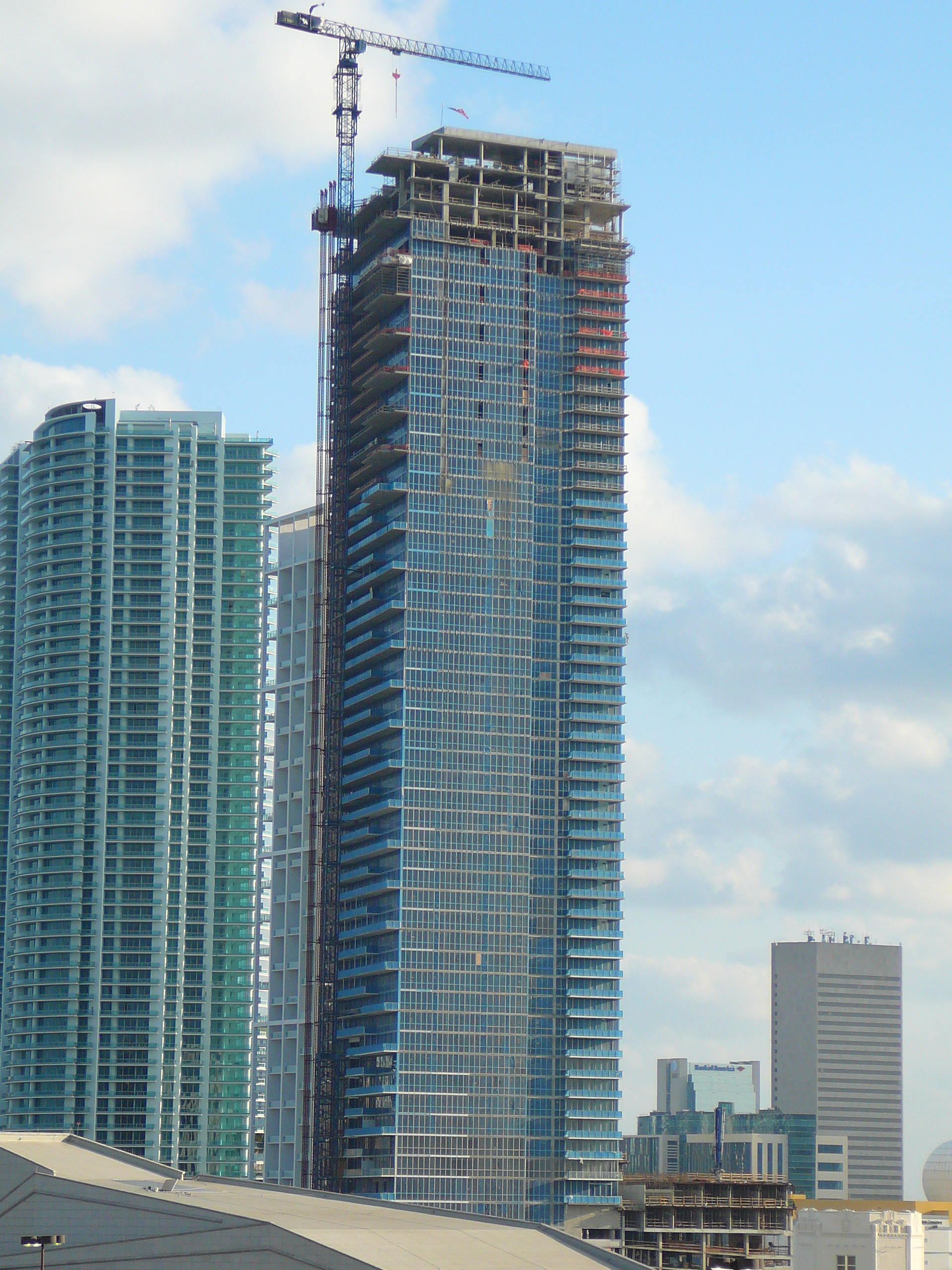
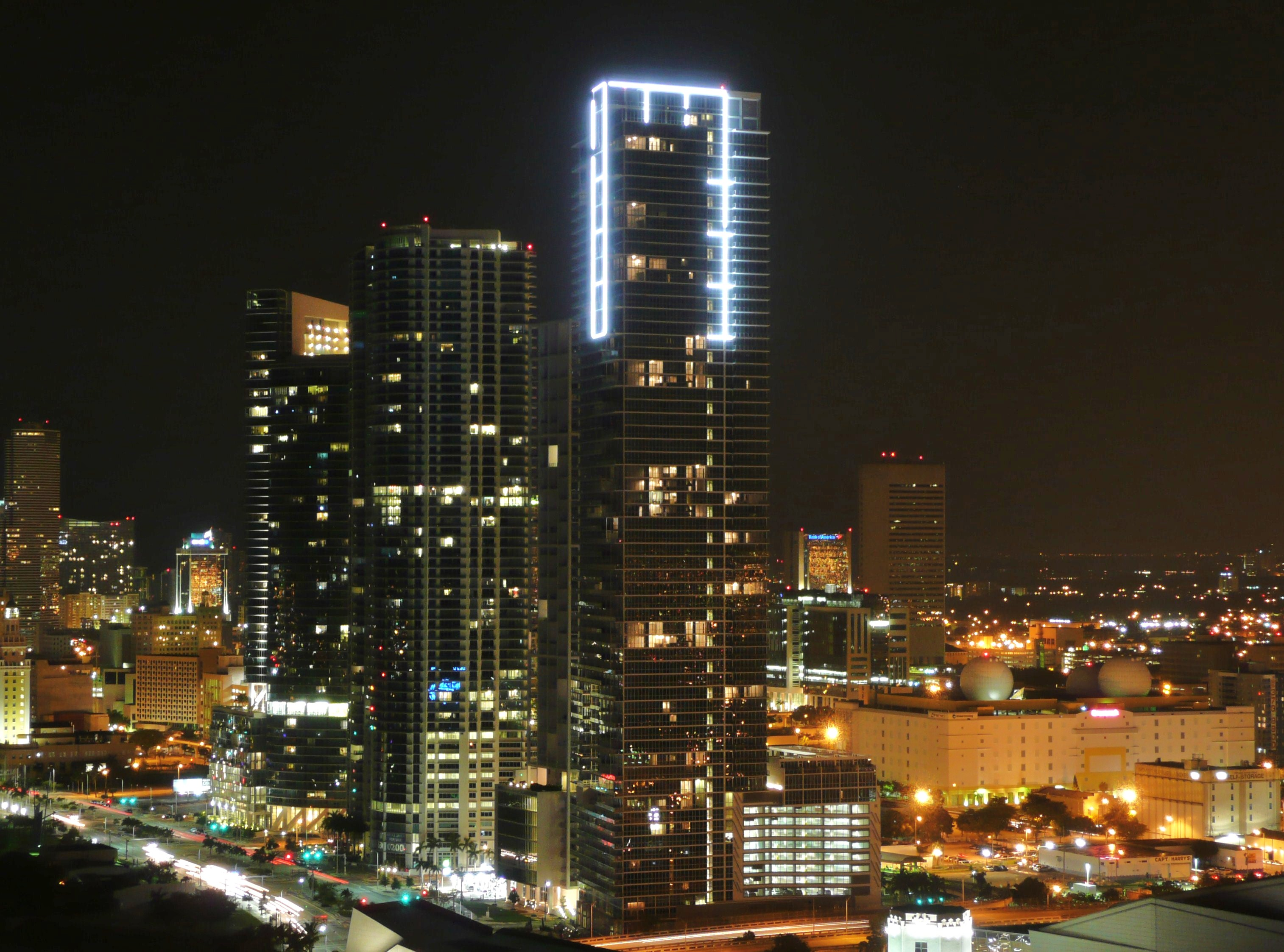
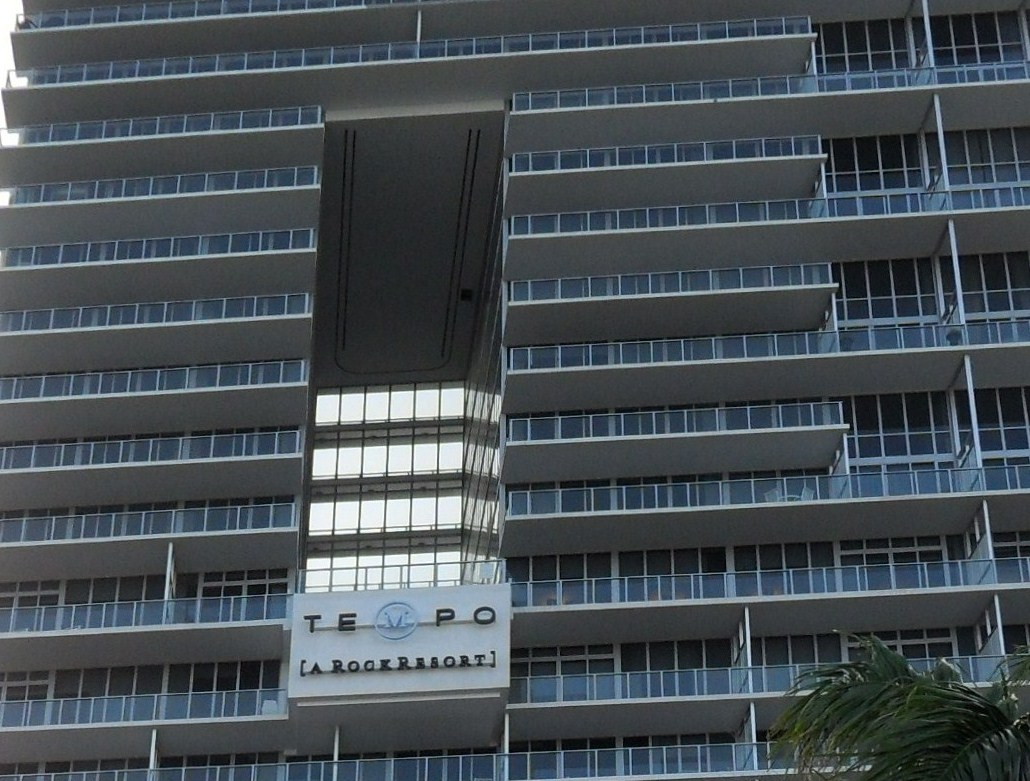